# 凱勒維爾 (伊利諾伊州)
凱勒維爾（英語：Kellerville）是位於美國伊利諾伊州亞當斯縣的一個非建制地區。該地的面積和人口皆未知。

## 地理
凱勒維爾的座標為39°55′52″N 90°56′04″W / 39.93111°N 90.93444°W，而該地的平均海拔高度為220米（即722英尺）。